# Svenska Philips-huset

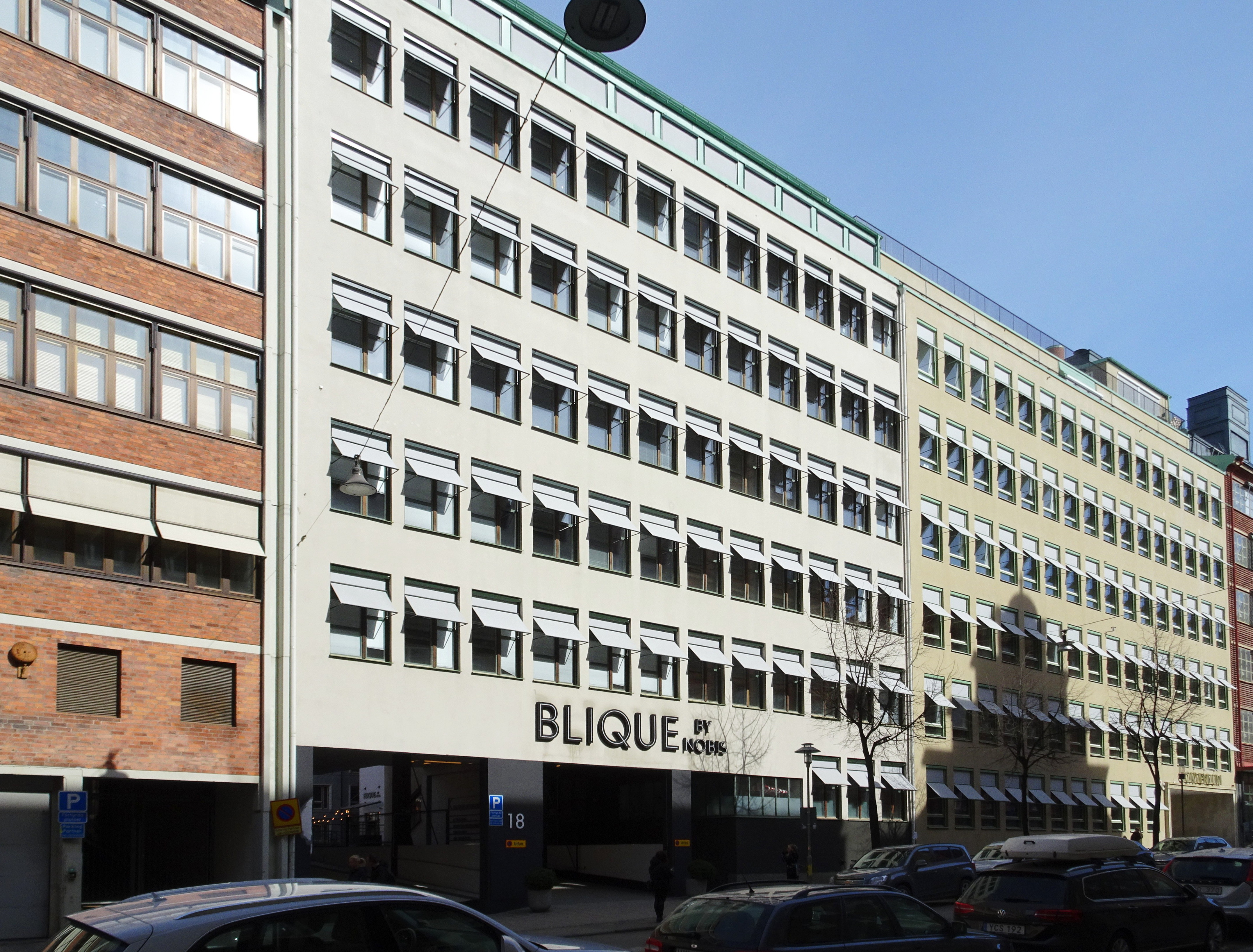
Philipshuset fasad mot Gävlegatan, april 2022. Till vänster Sigurd Lewerentz byggnad från 1931, till höger Lennart Thams byggnad från 1950.

Svenska Philips-huset (Blästern 14) är en kulturhistoriskt värdefull byggnad i kvarteret Blästern vid Gävlegatan 16–18 i Vasastaden, Stockholm. Byggnaden ritades 1929–1931 av arkitekt Sigurd Lewerentz som huvudkontor och lager för Svenska Philips. Byggnaderna har sedan 1930-talet genomgått en lång rad förändringar och i litteraturen om Lewerentz anges de till och med som rivna. Enligt en detaljplan från år 2013 föreslås att Lewerentz gathus exteriört bör återställas till ursprungligt skick. Fastigheten Blästern 14 är grönmärkt av Stadsmuseet i Stockholm vilket innebär att bebyggelsen bedöms vara "särskilt värdefull från historisk, kulturhistorisk, miljömässig eller konstnärlig synpunkt".

## Byggnadshistorik

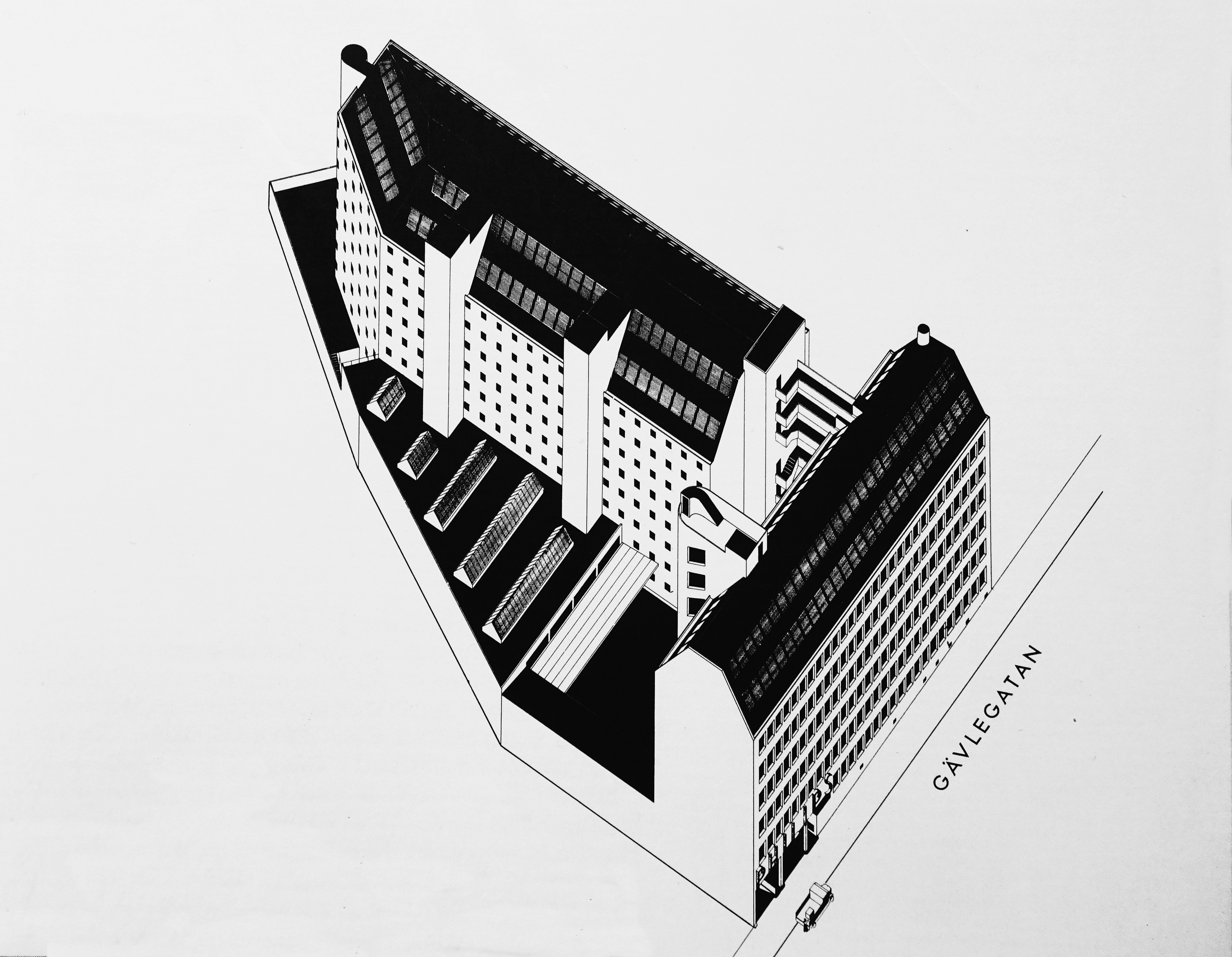
Sigurd Lewerentz axonometriska ritning från 1930 som visar det ursprungliga
förslaget med kontorshus mot gatan och ett stort magasin/lager på gården.

Det holländska företaget Philips, som bland annat tillverkade radioapparater och glödlampor, hade etablerat sig 1919 i Sverige och Svenska AB Philips grundades 1923. Huset vid Gävlegatan skulle bli företagets första egna byggnad i Sverige. För den snabbt expanderande koncernen uppfördes därför åren 1929 till 1931 ett nytt huvudkontor med tillhörande magasinsbyggnad i kvarteret Blästern. Till arkitekt anlitade företaget Sigurd Lewerentz som ritade en anläggning formgiven i stram  funktionalism. 
Mot gatan och längs med hela kvarterets bredd planerades kontorsdelen i sex våningar samt två indragna vindsvåningar och inne på gården en lagerbyggnad i åtta våningar, också den med två indragna vindsvåningar. Via en förbindelsebyggnad mellan kontor och lager skulle den interna kommunikationen ordnas. Under alltsammans skulle garage, packrum och lager i två källarvåningar anordnas. 
De ursprungliga planerna gällde en mycket större anläggning, men det var bara den första etappen som kom till utförande i början av 1930-talet, nämligen kontorshusets norra del och lagerbyggnadens södra del. Det innebar även att kontors- och lagerdelen kom att stå en bit ifrån varann utan internkommunikation.
Den södra kontorsdelen tillkom först på 1950-talet och ritades av Lennart Tham. Även här var Svenska Philips beställaren. Husen fick då en gemensam fasadutformning mot gatan som även förändrade huset från 1930-talet. Samtidigt byggdes de ursprungliga byggnaderna om. Fönstren på gathuset byttes ut och betongen putasdes över med ett tunt putsskikt. Lagerdelen utökades inte. Nästa stora förändring skedde på 1990-talet. Då byggdes ett nytt kontorshus på gården, ritat av Alenius Silfverhielm Åhlund Arkitektkontor. Byggnaden fick en svängd form med en klassisk fasadgestaltning i postmodern stil.

### Lewerentz byggnad

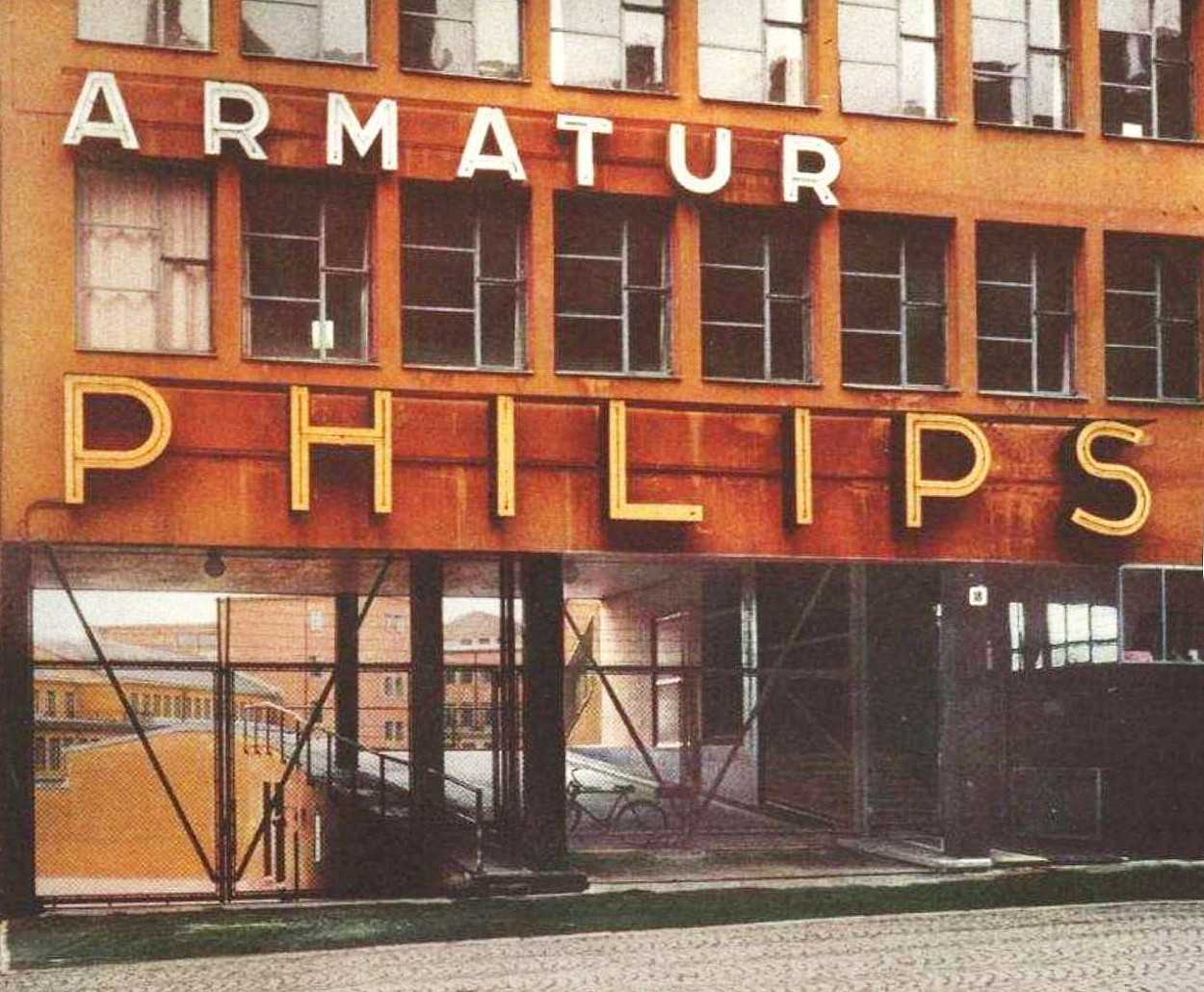
Den ursprungliga fasaden på 1930-talet.

Philips nya anläggning uppfördes i armerad betong. För konstruktionsritningarna stod ingenjör Henrik Kreüger och huvudentreprenör för byggnadsarbetena var Kreuger & Toll Byggnads AB.  Fasadernas värmeisolering utfördes med kork på insidan, utvändigt målades betongen i ockragul kulör. Fasadindelningen i gatuhuset bestämdes av beställaren till 1,8 meter som skulle överensstämma med modulindelningen vid andra av koncernen ägda anläggningar.
Rumsskiljande väggar var flyttbara. De bestod av stål och glas och var av holländsk konstruktion. Fönster och övriga glaspartier kom från Idesta, Lewerentz eget fabrikat. På bröstningsbanden mot gatan uppsattes neonskyltarna ”RADIO”, ”LAMPOR”, ”ARMATUR” och ”PHILIPS”, som på ett avgörande sätt bidrog till husets karaktär. Med största sannolikhet var det de skyltar vilka Lewerentz ritat 1930 för Stockholmsutställningens reklammast och som togs hit efter utställningen. Lewerentz utformade också inredning och möbler.
Lager- och magasinsbyggnadens bärande stomme utfördes i betong med så kallade mushroom-pelare (pelare vars överdel liknar ett svamphuvud) vilket gav långa spännvidder utan balkar eller bärande innerväggar. Magasinet försågs med små kvadratiska fönster jämnt spridda över fasadytan. Fönstren var av metall och placerade i ytterliv. Båda huskropparna försågs med fristående trapphus (för kontoret) respektive hisstorn (för lagret) som sköt upp över takfoten och bildade vertikala accenter med stark skulptural verkan. 
I mars 1931 kunde Philips flytta in i sina nya lokaler som kallades första etappen. I en andra etapp utökades kontorshuset till sin fulla längd, ritat av Lennart Tham 1948. Företaget stannade drygt 30 år i sina lokaler på kvarteret Blästern innan man 1963 flyttade till Philipshuset vid Tegeluddsvägen.

### Historiska bilder tagna 1931

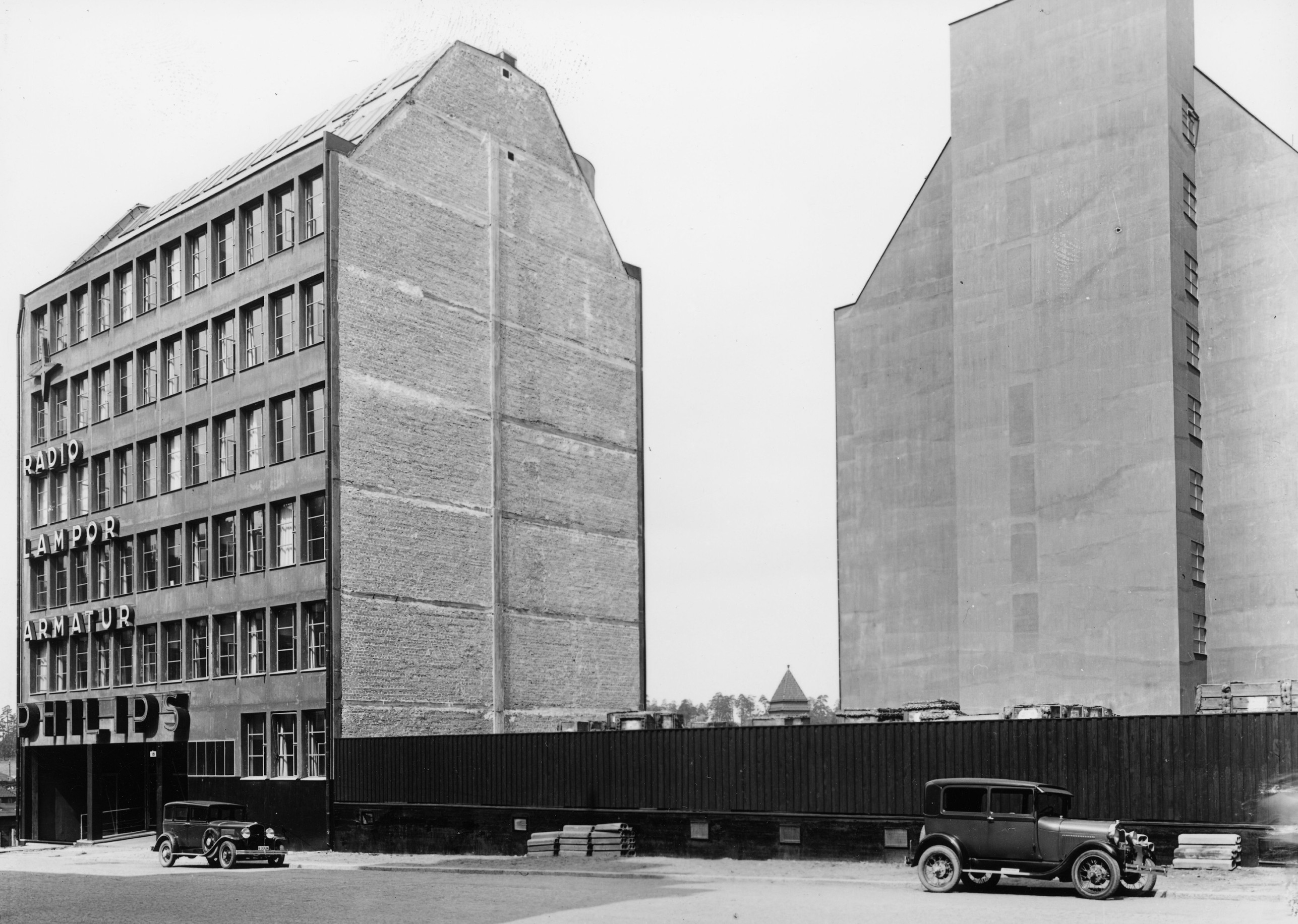
Till vänster kontorsdelen, till höger lagerdelen.
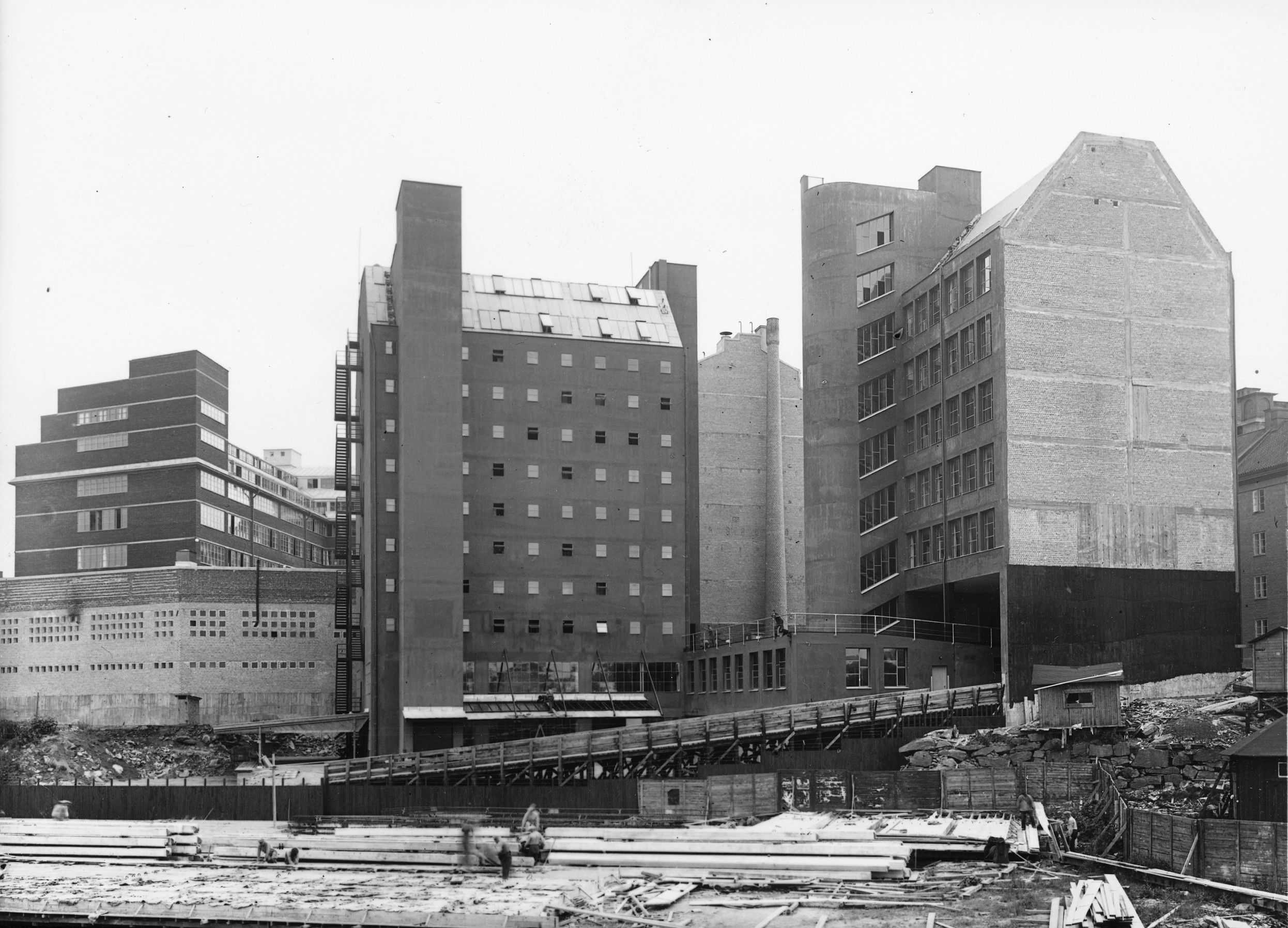
Till höger kontorsdelen, rakt fram lagerdelen.
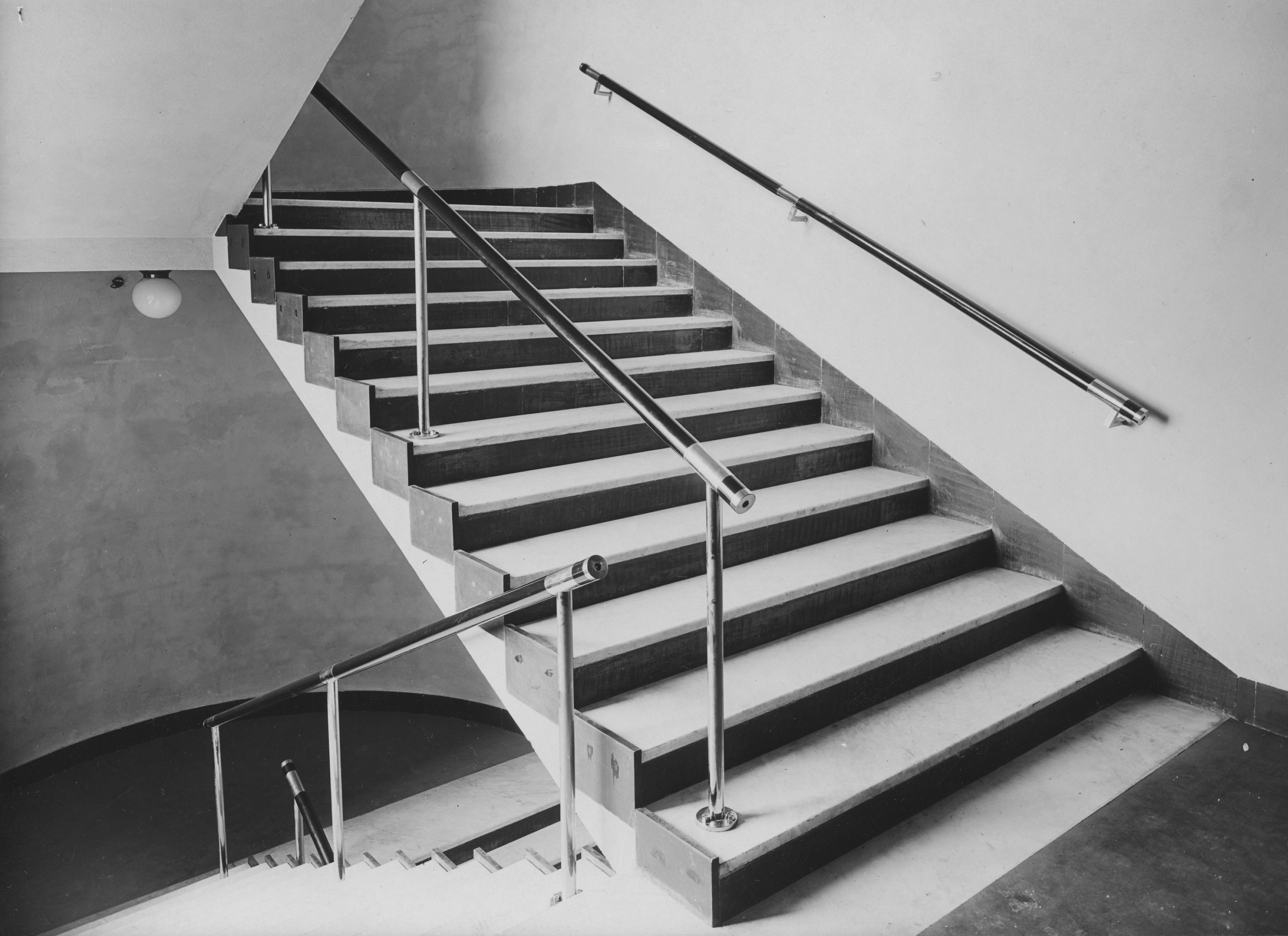
Huvudtrappan i kontorsdelen.
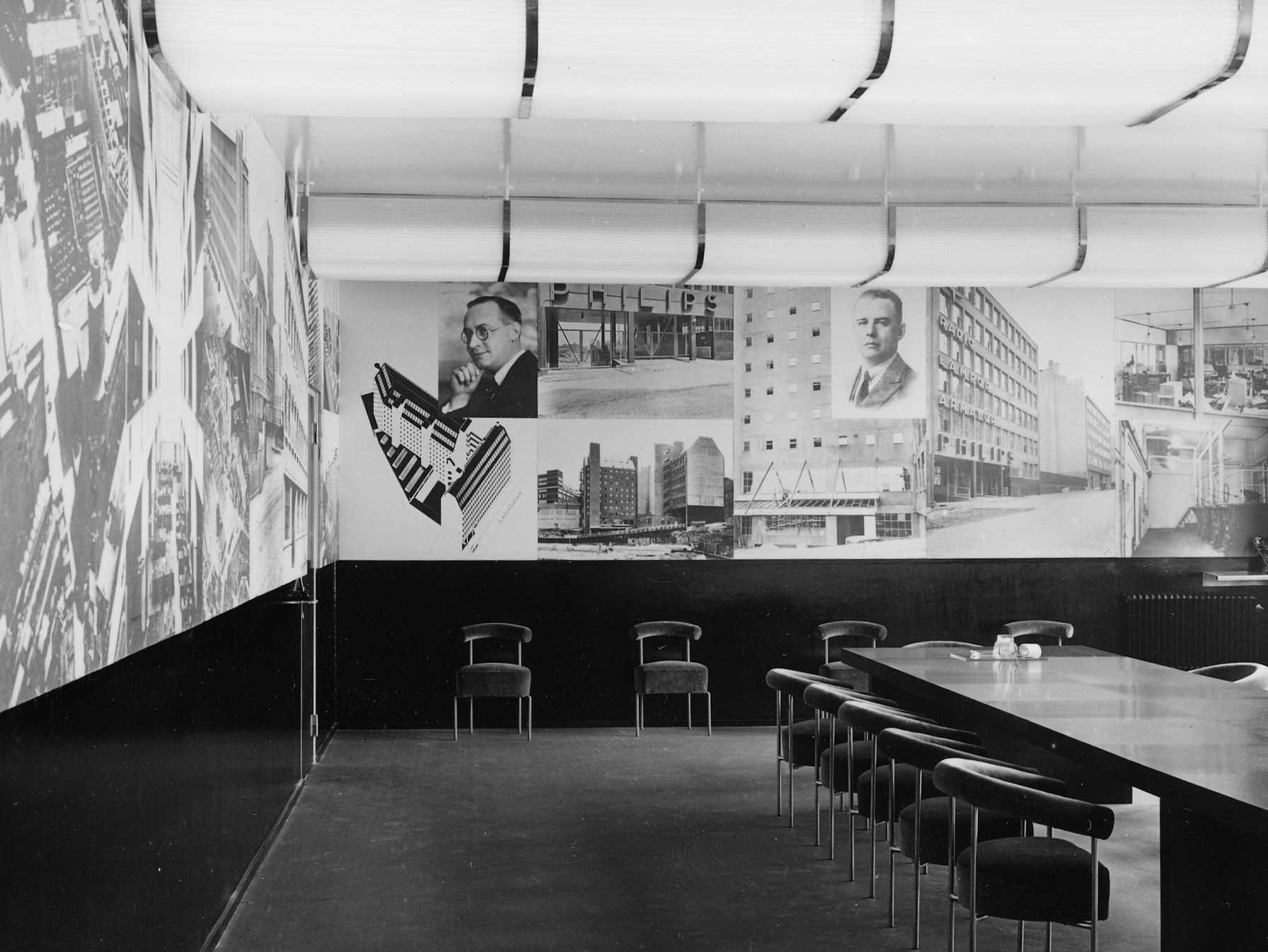
Styrelserummet med Lewerentz och hans byggnad på väggen i bakgrunden.

## Dagens anläggning
Philipshuset vid Gävlegatan har genomgått omfattande förändringar genom tiden och har inte mycket kvar av sitt ursprungliga utseende. Det som idag finns bevarat är främst fasadernas stora drag, samt byggnadernas konstruktiva delar. Trapphusen i gathuset respektive magasinet är de enda interiörer som är bevarade. I samband med en större ombyggnad 2015 förvandlades gamla Philipshuset till hotell, restaurang och kontor av fastighetsägaren Kungsleden. Några bostäder kom inte till stånd och gatufasadens rekonstruktion till ursprungligt utseende får vänta obestämd tid. Den 26 april 2019 öppnade hotell-restaurang Blique by Nobis i fastigheten. För ombyggnaden svarade Sweco arkitekter och för inredningen Wingårdh arkitektkontor.

### Nutida bilder

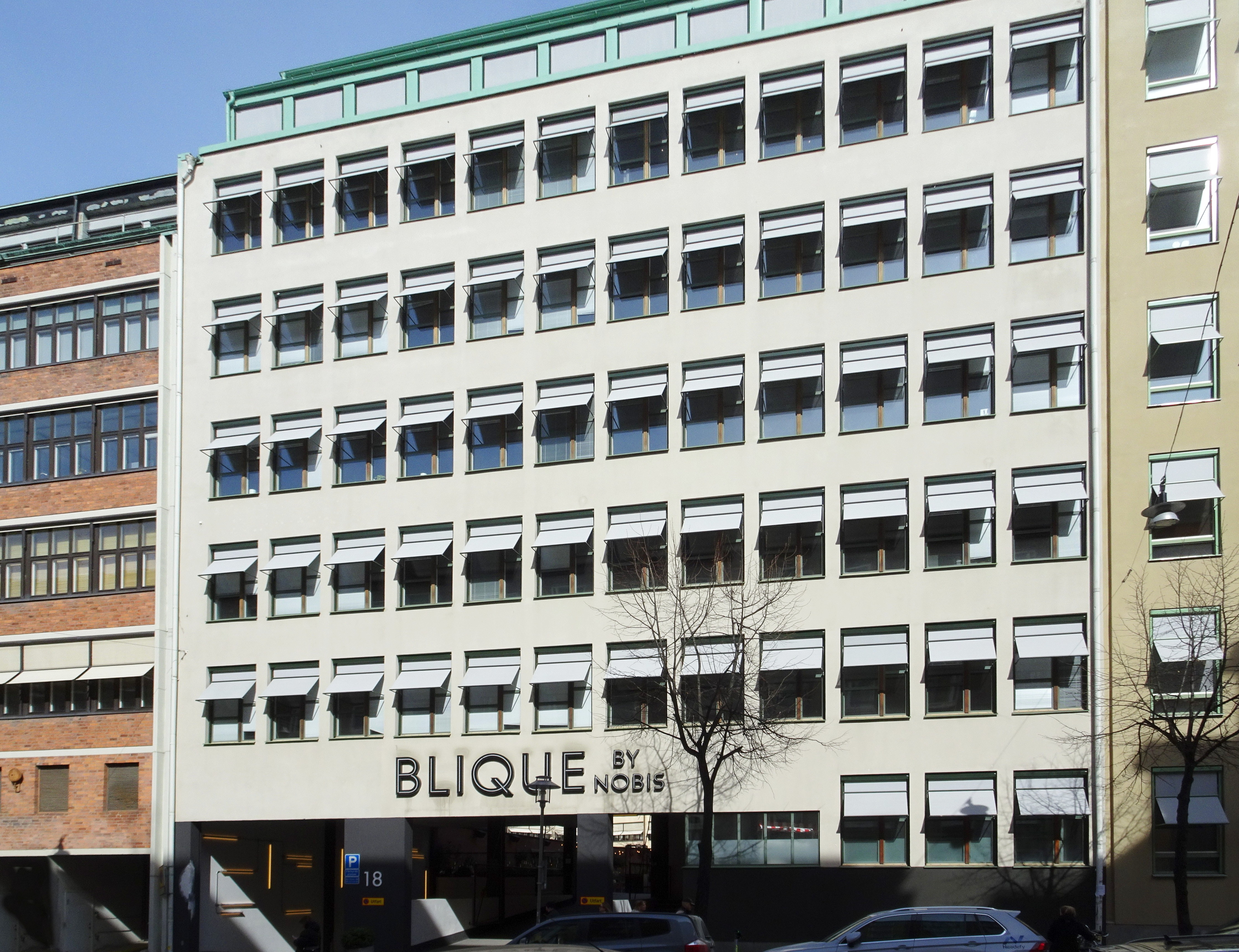
Kontorsbyggnad från 1931 (idag stark förändrad).
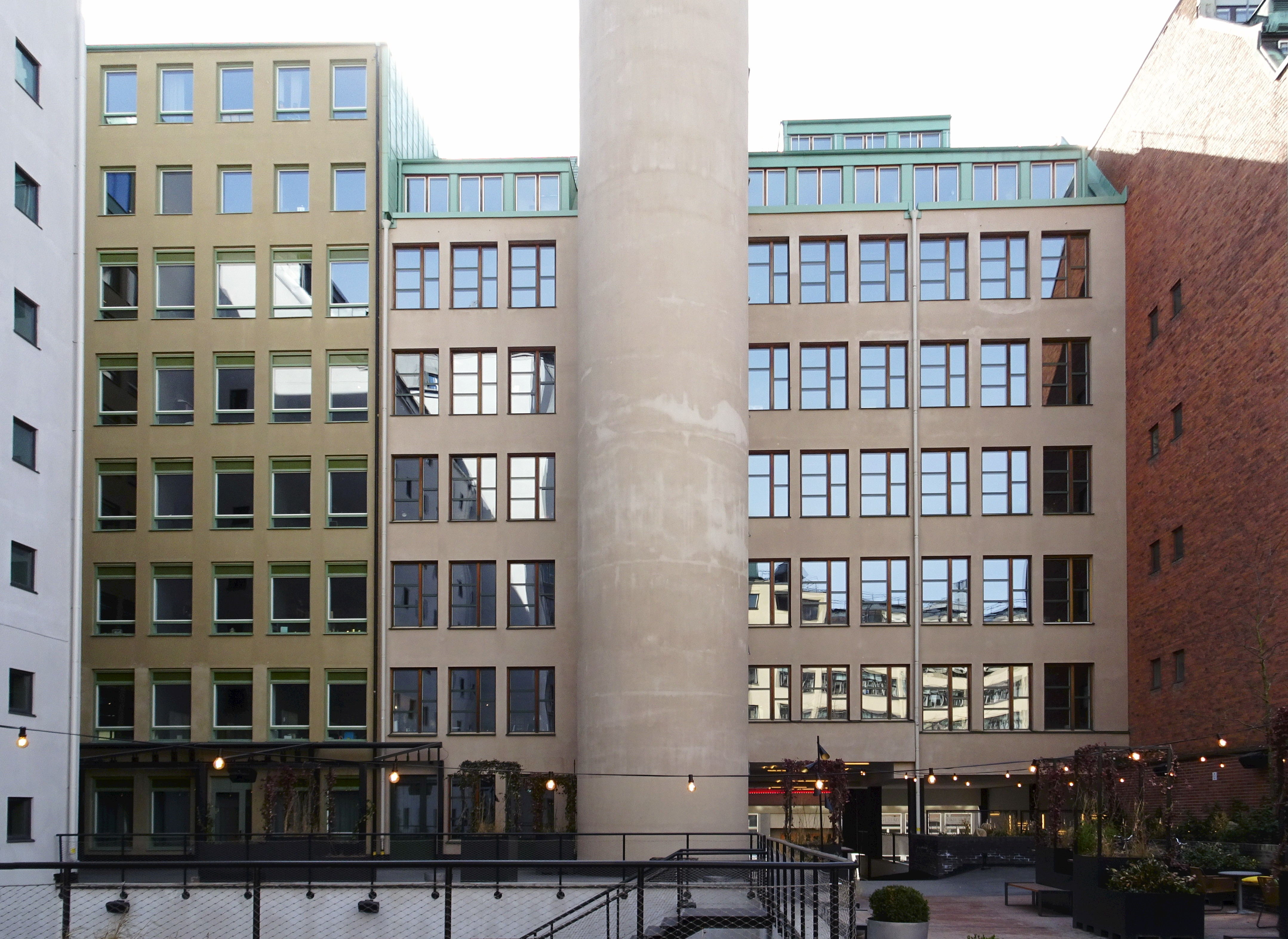
Kontorsbyggnad från 1931, fasad mot gården. Trapphustornet i mitten.
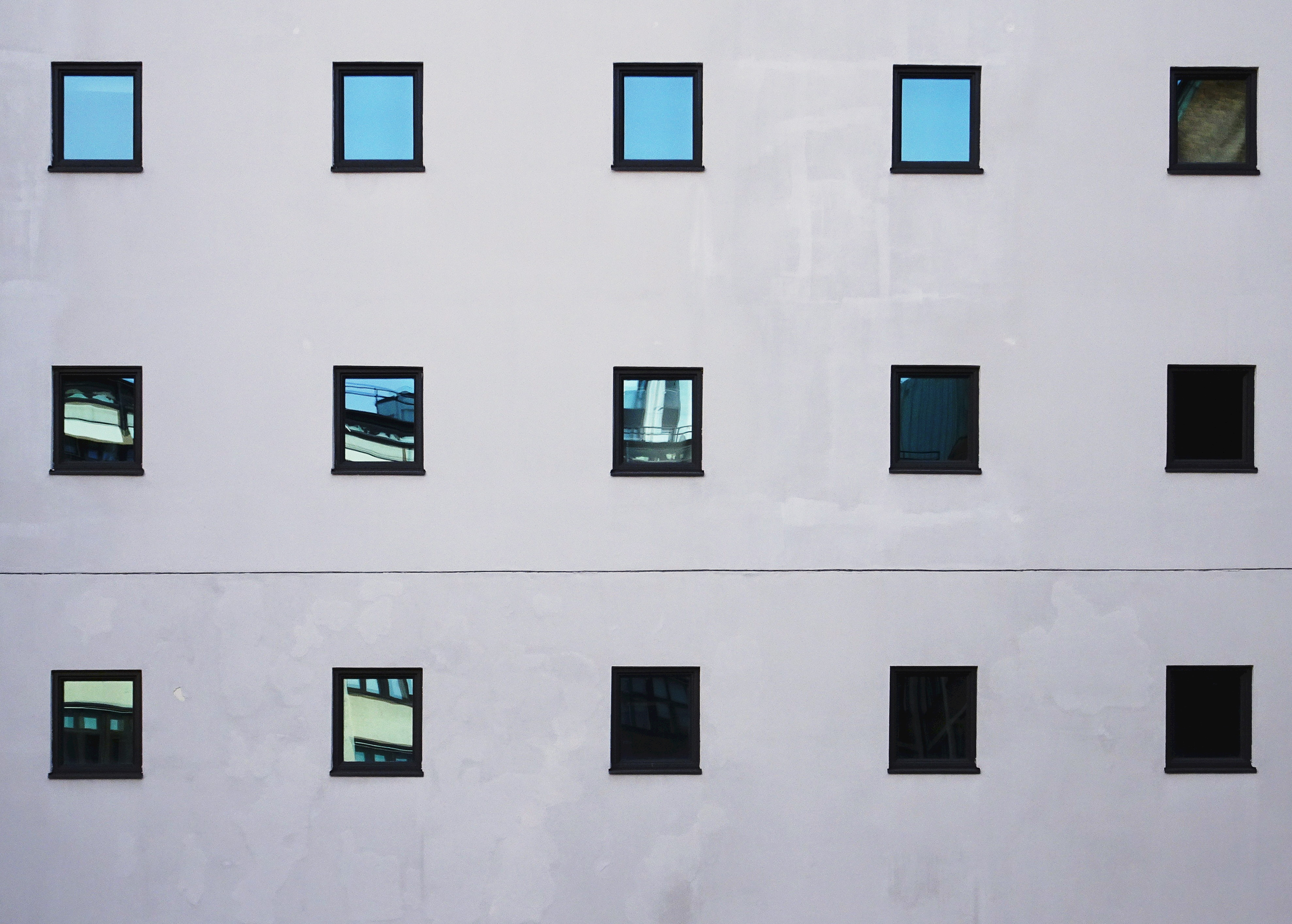
Lager- och magasinsbyggnad, fönster.
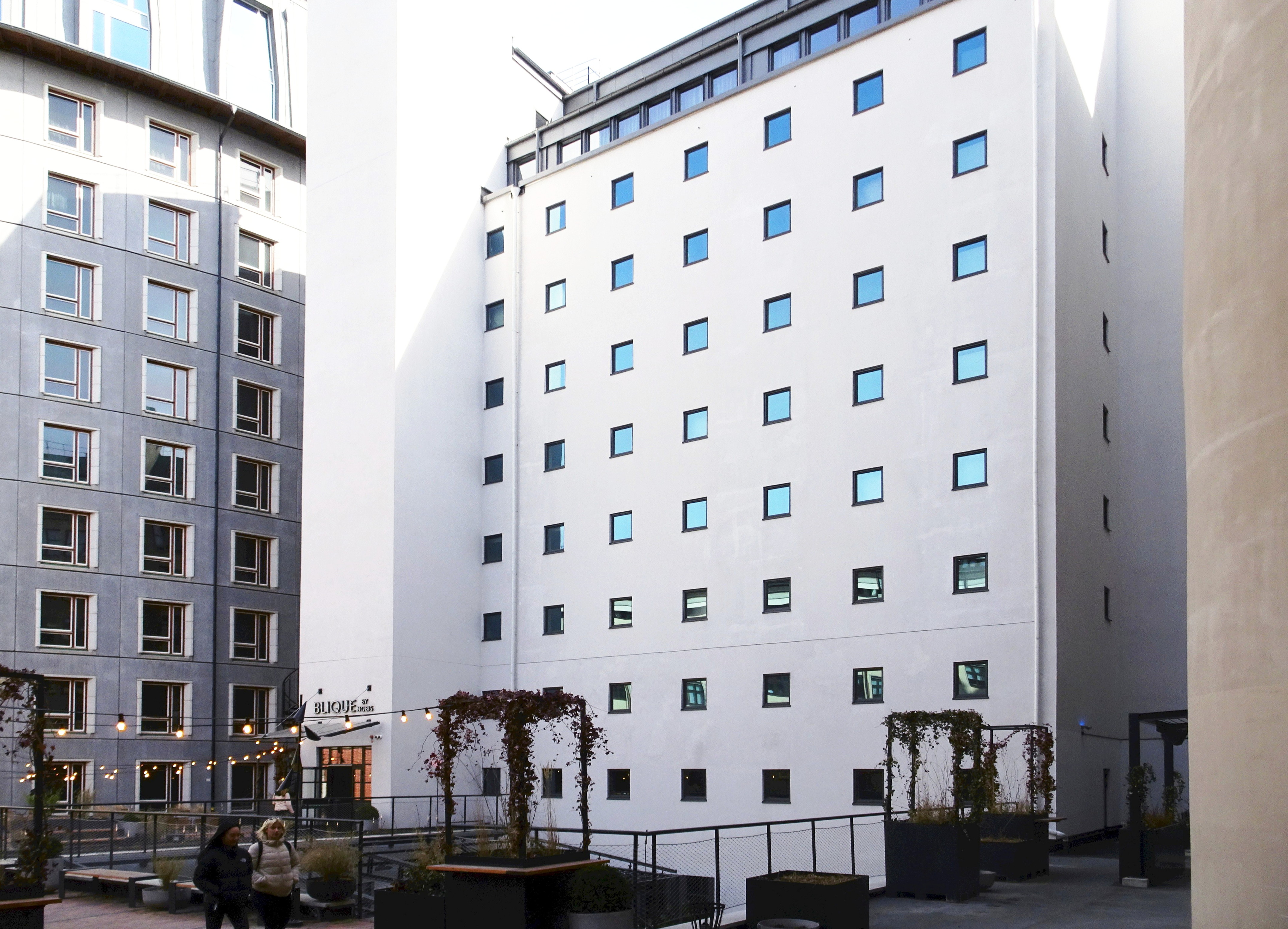
Lager- och magasinsbyggnad från 1931 till höger, 1990-tals byggnaden till vänster.